# Pałac w Piskorzynie
Pałac w Piskorzynie – pałac z XVIII w. w Piskorzynie w powiecie wołowskim, wpisany do rejestru zabytków nieruchomych województwa dolnośląskiego.

## Historia
Obiekt wybudowany w połowie XVIII w. jest częścią zespołu pałacowego, w skład którego wchodzi jeszcze park z połowy XIX w.